# Jim Mooney
James Noel « Jim » Mooney, (1919-2008) est un dessinateur de comics américain qui a travaillé pour les maisons d'éditions comme Marvel Comics, DC Comics.

## Biographie
Jim Mooney commence sa carrière de dessinateur de comics en avril 1940 en travaillant sur Mystery Men comics publié par la Fox. Il travaille, de 1941 à 1947, pour divers éditeurs (Fiction House, Ace Magazines, Quality Comics, Timely). En 1947, il est engagé par DC comics pour travailler essentiellement sur Batman (bien que son travail soit signé du nom de Bob Kane, le créateur de Batman). Durant les années 1950, il travaille beaucoup pour DC sur des titres tels que : Detective Comics, Star-Spangled Comics, Strange Adventures, etc. mais il produit parfois des comics pour d'autres éditeurs (Timely ou St John surtout). Pour St John il dessine des romance comics.
De 1960 à 1968, il travaille exclusivement pour DC (Supergirl, Tommy Tomorrow, Dial H for Hero, etc). En 1968 il quitte DC pour Marvel où lui sont confiés divers comics (Amazing Spider-man, Submariner, The Avengers, Thor, etc.). À partir de 1978, il s'attache aux titres de Spider-man (Amazing Spider-man et The Spectacular Spider-Man. À la fin des années 1980 il reprend sa liberté et, même s'il continue à travailler pour Marvel, il dessine aussi quelques comics pour des indépendants (Adventure publications, Comico, Millenium publication, Claypool) ou DC (Superboy).
Il achève sa carrière en 2000 sur la série Soulsearchers and company éditée par Claypool (scénario de Peter David, dessins de Dave Cockrum, encrage Jim Mooney).

## Publications
- Supergirl
- Action Comics
- 80 Page Giant
- Adventure Comics...
- All Favourites Comic
- The All New Atom
- Amazing Spider-Man
- Anne Rice's The Mummy, or Ramses the Damned (Millennium Publications)
- Batman
  - Batman Archives
- Funnies Inc.
- Treasure Chest (comics)
- Man-Thing
- The Avengers
- Battlestar Galactica (Marvel comics)
- The Best of DC, The Légion of Super-Héros
- Big Boy (magazine) (France) DC/Artima
- House of Mystery
- Strange Tales
- Journey into Mystery
- What if? (comics)

### Créations
- Brainiac 5 cocréateur Jerry Siegel
- Streaky the Supercat cocréateur Otto Binder
- Invisible Kid cocréateur Jerry Siegel
- Triplicate Girl cocréateur Jerry Siegel
- Man-Killer cocréateur Gerry Conway
- Spider-Woman cocréateur Sal Buscema & Archie Goodwin
- Shrinking Violet (Salu Digby) cocréateur Jerry Siegel
- Phantom Girl cocréateur Jerry Siegel
- Bouncing Boy cocréateur Jerry Siegel
- Reep Daggle cocréateur Jerry Siegel
- Sun Boy cocréateur Jerry Siegel
- Foolkiller
- Catman (comics) cocréateur Bill Finger
- Carrion (comics) cocréateur Bill Mantlo & Frank Springer
- Iguana (comics) cocréateur Bill Mantlo
- Comet (DC Comics)
- Whizzy cocréateur Jerry Siegel
- Dial H for Hero (en)[4]